# Spačva
Spačva je rijeka koja se nalazi u istočnoj Hrvatskoj.
Ulijeva se u Bosut kod Lipovca i Apševaca. Poznate su šume "Spačvanskoga bazena".
Jedan zaselak kod Vrbanje, uz autocestu, se također naziva Spačva, po rijeci.